# SV Brake
Der SV Brake (offiziell: Sportverein Brake e. V.) ist ein Sportverein aus Brake im niedersächsischen Landkreis Wesermarsch. 

## Geschichte
Der SV Brake entstand im Jahre 2001 durch die Fusion des im Jahre 1860 gegründeten Braker Turnvereins mit dem im Jahre 1903 gegründeten TuS Brake 03. Die fußballerischen Wurzeln legte der im Jahre 1908 gegründete Braker FC 08, der sich nach dem Ende des Ersten Weltkrieges im Jahre 1918 dem Braker Turnverein anschloss. Vier Jahre später spalteten sich die Fußballer im Rahmen der Reinlichen Scheidung als Braker SV wieder ab. Mit dem Ende des Zweiten Weltkrieges im Jahre 1945 wurde alle Vereine in Brake aufgelöst. Als gemeinsamer Nachfolger wurde im Januar 1946 der VfL Brake gegründet. 1950 spalteten sich der Turnverein und der TuS 03 vom VfL ab und fusionierten im Jahre 2001 zum SV Brake. Diesem traten später der Tennisverein Brake, der Schachverein Brake, der VfL Brake und die LG Unterweser bei.

## Fußball

### Braker SV (1908 bis 1945)
Die Fußballer des Braker SV erlebten nach der Wiedereinführung der Wehrpflicht im Jahre 1935 einen Aufschwung. Zwei Jahre später bezogen die ersten Marine-Soldaten die Admiral-Bromrey-Kaserne und verstärkten die Fußballmannschaft des Braker SV. Dieser wurde im Jahre 1943 in die seinerzeit erstklassige Gauliga Weser-Ems aufgenommen und der Gruppe Oldenburg-Friesland zugeteilt. In der Saison 1943/44 erreichten die Braker den vierten Platz. Größter Erfolg war ein 9:3-Sieg über den VfB Oldenburg. Die folgenden Saison 1944/45 wurde kriegsbedingt abgebrochen.

### VfL Brake (1945 bis 2006)
Nach Kriegsende gehörte die mittlerweile als VfL Brake spielenden Fußballer 1949 zu den Gründungsmitgliedern der Amateurliga 1 und spielten damit in der zweithöchsten niedersächsischen Spielklasse. Größter Erfolg war der dritte Platz in der Saison 1962/63. Ein Jahr später qualifizierten sich die Braker für die neu geschaffene Verbandsliga Nord. Die erste Hälfte der 1970er Jahre sollten zur erfolgreichsten Zeit des VfL Brake werden, als die Mannschaft zwischen 1972 und 1975 viermal in Folge die Aufstiegsrunde zur Landesliga Niedersachsen erreichte, jedoch jedes Mal scheitern sollte. 1972 sicherte sich der VfL die erste Meisterschaft und verspielte am letzten Spieltag der Aufstiegsrunde mit einem 1:5 beim HSC Hannover den Klassensprung.
Ein Jahr später verteidigten die Braker den Verbandsligatitel, scheiterten in der Aufstiegsrunde am FC Schüttorf 09. 1974 musste der VfL erst ein Entscheidungsspiel gegen Kickers Emden mit 5:4 im Elfmeterschießen gewinnen, um sich für die Aufstiegsrunde zu qualifizieren. In der Aufstiegsrunde waren die Braker jedoch ebenso chancenlos wie nach der letzten Verbandsligameisterschaft 1975. Finanziell schwer angeschlagen musste der VfL Brake 1976 als amtierender Verbandsligameister in die Bezirksliga absteigen. Drei Jahre später gelang dann die Qualifikation für die neu geschaffene Bezirksoberliga Weser-Ems.
Größte Erfolge dort waren der dritte Platz in der Saison 1982/83 und die Vizemeisterschaft 1993 hinter dem FC Schüttorf 09. 1998 stiegen die Braker in die Bezirksliga ab und kehrten vier Jahre später in die Landesliga zurück. Vor dem Anschluss an den SV Brake im Jahre 2006 gewannen der von Ralf Voigt trainierten VfL durch einen 2:0-Finalsieg über den FC Schapen noch den Bezirkspokal. Der SV Brake verfügte zuvor schon über eine Fußballabteilung, die vor der Fusion vom TuS Brake 03 eingebracht wurde. Sportlich kamen die Mannschaft jedoch nicht über die Kreisebene hinaus und spielte in der Saison 2005/06 in der 1. Kreisklasse.

### SV Brake / Männer (seit 2006)
Die ersten Jahre nach dem Beitritt verliefen erfolgreich und der SV Brake gewann von 2007 bis 2009 dreimal in Folge den Bezirkspokal. In der Saison 2007/08 wurden die Braker Vizemeister der Landesliga hinter dem SV Bad Rothenfelde. Drei Jahre später stieg die Mannschaft in die Bezirksliga ab, schaffte aber den direkten Wiederaufstieg. Nach dem erneuten Abstieg 2016 dauerte es zwei Jahre, bis der SV Brake wieder in die Landesliga aufsteigen konnte. 2019 folgte aber der direkte Wiederabstieg in die Bezirksliga. Gleichzeitig gewannen die Braker erneut den Bezirkspokal. 2025 stiegen die Braker erneut in die Landesliga auf.

### SV Brake / Frauen
Die Frauenmannschaft des SV Brake besteht seit 2005. Im Jahre 2014 gelang der Aufstieg in die Bezirksliga, dem drei Jahre später der Sprung in die Landesliga folgte. Größter Erfolg war der dritte Platz in der Saison 2018/19.

## Erfolge
- Meister der Verbandsliga Nord: 1972, 1973, 1975
- Bezirkspokalsieger Oldenburg: 1977[4]
- Bezirkspokalsieger Weser-Ems: 2006, 2007, 2008, 2009, 2019[6]

## Stadion
Die Leistungsmannschaften des SV Brake spielen vornehmlich im Poligras-Stadion in Brake. Das Stadion schrieb Geschichte, da in Brake der erste aus Poligras bestehende Kunstrasen in Deutschland verlegt wurde, auf dem dann Punktspiele ausgetragen worden sind. Neben dem Poligras-Stadion verfügt der SV Brake noch über ein Stadion im Kultur- und Sportzentrum mit Naturrasen. Hier spielen die unteren Breitensport- sowie Jugendmannschaften.